# Lehota pod Vtáčnikom
Lehota pod Vtáčnikom – wieś (obec) w powiecie Prievidza w kraju trenczyńskim w zachodniej Słowacji.

## Położenie
Wieś leży w środkowej części Kotliny Górnonitrzańskiej, u zachodnich podnóży pasma Ptacznika, ok. 5 km na wschód od rzeki Nitry i drogi nr 64. Większość zabudowań rozciąga się na wysokości od 360 do 400 m n.p.m. na terenie łagodnie opadającym ku północnemu zachodowi, który od południowego zachodu ogranicza Lehotský potok, a do północnego wschodu Ťapkov potok. W górę Lehotskeho potoku, aż po główny grzbiet Ptacznika, ciągnie się Baskova dolina, w której znajduje się lokalny ośrodek rekreacyjny z domkami letniskowymi, letnim amfiteatrem i wyciągiem narciarskim.

## Historia
Pierwsza wzmianka pisemna o tej jednostce osadniczej pochodzi z 1388 r. Znajduje się ona w dokumencie kapituły Budzińskiej datowanym 15 stycznia, a dotyczącym zamku Sivý Kameň, gdzie wśród wsi podległych jego panom wymieniona jest Isthuanlehetaya (Stefanowa Ligota, słow. Štefanová Lehota), przy czym pojęcie „Lehota” odpowiada tu polskiemu „Ligota”, „Lgota”. W dokumentach z 1533 r. wymieniona jest Kňazová Lehota (Księża Ligota, w wersji węgierskiej Paplehota), natomiast w 1602 r. pojawiają się Malá Kňazová Lehota (węg. Kis-Paplehota) oraz Veľká Kňazová Lehota (węg. Nagy-Paplehota). W 1773 r. obie wsie występowały jako Veľká i Malá Lehotta, a ostateczna forma Veľká i Malá Lehota utrwaliła się w 1927 r.
Veľká Lehota rozciągała się na południowy wschód od Malej Lehoty. Po rozpoczęciu w 1979 r. budowy odkrywkowej kopalni węgla brunatnego znaczna część terenu wsi Veľká Lehota, w tym ok. 70 ha terenów rolnych, została pochłonięta przez zakład. Jej mieszkańcy pobudowali się w nowej lokalizacji, w miejscu zwanym Kolónia, w pobliżu Malej Lehoty, wskutek czego nastąpiło rzeczywiste stopienie się obu jednostek osadniczych. Lehota pod Vtáčnikom powstała 1 kwietnia 1960 r. przez połączenie wsi Veľká Lehota (nad Lehotským potokom) i Malá Lehota (nad Ťapkovom potokom).
Mieszkańcy obu wsi zajmowali się pierwotnie rolnictwem, hodowlą, sadownictwem. Wielu z nich trudniło się pracą w lasach, paleniem węgla drzewnego i wyrobem gontów. Kobiety zajmowały się przędzeniem lnu i tkaniem płótna. Już w 1939 r., po rozpoczęciu budowy kopalni węgla brunatnego w Novákach, wielu mieszkańców znalazło pracę w górnictwie.

## Kopalnia odkrywkowa węgla brunatnego
Wspomniana kopalnia odkrywkowa na terenie Lehoty pod Vtáčnikom funkcjonowała w latach 1980–1988. Była to pierwsza i jak dotąd jedyna kopalnia odkrywkowa eksploatująca tutejsze złoża węgla brunatnego, którego pokłady w tym miejscu znajdowały się płytko pod powierzchnią ziemi. Wydobyto z niej 1,65 mln ton węgla, co wymagało wybrania i wywiezienia ok. 10 mln ton nadkładu. Po zakończeniu eksploatacji pozostał zdewastowany teren o powierzchni ok. 100 ha. Prace rekultywacyjne, rozpoczęte w 1994 r., zakończono na początku lat 2000.

## Kościół
We wsi znajduje się kościół świętych Cyryla i Metodego. Jego projekt wykonał architekt Jozef Koryčánek. Pozwolenie na budowę wydał urząd biskupi w Nitrze 1 lutego 1947 r. Budowę rozpoczęto 22 maja, a uroczyste wmurowanie kamienia węgielnego miało miejsce 12 października tegoż roku. Kościół i jego główny ołtarz zostały poświęcone przez ks. dra Eduarda Nécseya w dzień świętych Cyryla i Metodego 5 lipca 1949 r.